# Championnat du Maroc de football de deuxième division 2024-2025
Navigation
Édition précédente
La saison 2024-2025 de Botola Pro 2 est la 69e édition du championnat du Maroc de football de deuxième division.
La saison va débuter en septembre 2024 et s’achèvera en juin 2025. Elle oppose 16 clubs regroupées au sein d'une poule unique où les équipes se rencontrent deux fois, à domicile et à l'extérieur.
En fin de saison, les deux derniers sont relégués et remplacés par les deux premiers clubs du National, l'équivalent de la D3 au Maroc. Les deux premières places sont qualificatives à la Botola Pro.

## Règlement du championnat

### Barème des points
- 3 points pour une victoire
- 1 point pour un match nul
- 0 point pour une défaite

### Promotions et relégations
À l'issue des 30 journées du championnat, selon le classement :
- Les équipes classées en 1re et 2e place sont promues en Botola 2
- L'équipe classée en 3e place jouera un match barrage contre l'équipe classée en 13e place en Botola 1
- L'équipe classée en 4e place jouera un match barrage contre l'équipe classée en 14e place en Botola 1
- L'équipe classée en 13e place jouera un match barrage contre l'équipe classée en 4e place en National
- L'équipe classée en 14e place jouera un match barrage contre l'équipe classée en 3e place en National
- Les équipes classées à la 15e et 16e place sont reléguées en National.

## Participants
L'édition 2024-2025 se tient entre seize équipes : 
- Les douze clubs maintenues de la saison précédente.
- Auxquelles s'ajoutent les reléguées du Botola 1 : le MC Oujda et le CAY Berrechid, les promus du National : l'Union Yacoub El Mansour et le Kénitra Athletic Club.
- Ces clubs remplacent les deux clubs relégués : l'Ittifaq Marrakech et l'AS Salé et aussi les 2 clubs promus : le CODM de Meknès et le DH El Jadida.

| Club                    | En Botola 2 depuis | Classement 2023-2024 | Entraîneur            | En poste depuis | Stade                          | Capacité |
| ----------------------- | ------------------ | -------------------- | --------------------- | --------------- | ------------------------------ | -------- |
| MC Oujda                | 2024               | 15e (Botola 1)       | Mohamed Ben Messaoud  | 2024            | Stade d'honneur d'Oujda        | 35 000   |
| CAY Berrechid           | 2024               | 16e (Botola 1)       | Abderrahim Nejjar     | 2024            | Stade municipal                | 5 000    |
| USM Oujda               | 2021               | 3e                   | Belkacem Simou        | 2024            | Stade Municipal d'Oujda        | 10 000   |
| Kawkab Marrakech        | 2023               | 4e                   | Reda Hakam            | 2024            | Stade de Marrakech             | 45 000   |
| Stade Marocain          | 2020               | 5e                   | Abderrahim El Kadmiri | 2024            | Stade Ahmed Achhoud            | 15 000   |
| Raja Beni Mellal        | 2020               | 6e                   | Mohammed Bekkari      | 2023            | Stade d'honneur de Beni Mellal | 15 000   |
| Dcheira                 | 2014               | 7e                   | Hicham Louissi        | 2023            | Stade Ahmed Fana               | 2 000    |
| OC Khouribga            | 2020               | 8e                   | Abdelaziz Kerkache    | 2024            | Complexe sportif du Phosphate  | 10 000   |
| CA Khénifra             | 2018               | 9e                   | Hassan Fadel          | 2024            | Stade municipal de Khénifra    | 10 000   |
| CJB Guerir              | 2017               | 10e                  | Abderahim Saidi       | 2024            | Stade municipal de Ben Guerir  | 4 000    |
| Rapid Oued Zem          | 2022               | 11e                  | Hassan Regragui       | 2024            | Stade Municipal                | 5 000    |
| Racing AC               | 2018               | 12e                  | Abdelmajid Gannabi    | 2024            | Stade Père-Jégo                | 10 000   |
| JS Massira              | 2021               | 13e                  | Samir Yaich           | 2024            | Stade Sheikh-Mohamed-Laghdaf   | 30 000   |
| Wydad de Fès            | 2014               | 14e                  | Azzedine Bouzeraa     | 2024            | Complexe sportif de Fès        | 45 000   |
| Union Yacoub El Mansour | 2024               | 1er (National)       | Mehdi El Jabri        | 2019            | Stade Yacoub El Mansour        | 5 000    |
| Kénitra AC              | 2024               | 2e (National)        | Patrick De Wilde      | 2024            | Stade municipal de Kénitra     | 30 000   |

### Équipementiers et sponsors maillots
| Club                    | Équipementier | Sponsors maillot             |
| ----------------------- | ------------- | ---------------------------- |
| MC Oujda                | Bang Sports   |                              |
| CAY Berrechid           | BH Sports     |                              |
| USM Oujda               | Bang Sports   |                              |
| Kawkab Marrakech        | AB Sprt       | Poste Maroc, Visit Marrakech |
| Stade Marocain          | BH Sports     | Dandy                        |
| Raja Beni Mellal        | ZS Sports     | Alliances Darna              |
| Dcheira                 | Bang Sports   | Afriquia                     |
| OC Khouribga            | BH Sports     |                              |
| CA Khénifra             | Bang Sports   |                              |
| CJB Guerir              | AB Sport      |                              |
| Rapid Oued Zem          | BH Sports     |                              |
| Racing AC               |               |                              |
| JS Massira              | Bang Sports   |                              |
| Wydad de Fès            | AB Sport      |                              |
| Union Yacoub El Mansour | Avanchi       | Guichet.com, Mossahamati     |
| Kénitra AC              | Comba Sport   | Anker, El Jirari Groupe      |

## Compétition

### Classement général
Source : Classement officiel - FRMF.
| Rang | Équipe              | Pts | J  | G  | N  | P  | Bp | Bc | Diff |
| ---- | ------------------- | --- | -- | -- | -- | -- | -- | -- | ---- |
| 1    | Kawkab Marrakech    | 53  | 30 | 13 | 14 | 3  | 40 | 20 | +20  |
| 2    | Yacoub El Mansour P | 51  | 30 | 14 | 9  | 7  | 48 | 33 | +15  |
| 3    | Olympique Dcheira   | 49  | 30 | 13 | 10 | 7  | 44 | 30 | +14  |
| 4    | Béni Mellal         | 47  | 30 | 11 | 14 | 5  | 36 | 21 | +15  |
| 5    | JS Massira          | 40  | 30 | 8  | 16 | 6  | 31 | 26 | +5   |
| 6    | Wydad de Fès        | 39  | 30 | 11 | 6  | 13 | 30 | 31 | -1   |
| 7    | Racing AC           | 39  | 30 | 10 | 9  | 11 | 41 | 42 | -1   |
| 8    | Stade Marocain      | 37  | 30 | 8  | 13 | 9  | 34 | 38 | -4   |
| 9    | CA Khénifra         | 37  | 30 | 7  | 16 | 7  | 22 | 27 | -5   |
| 10   | Ben Guerir          | 37  | 30 | 8  | 13 | 9  | 28 | 34 | -6   |
| 11   | USM Oujda           | 36  | 30 | 8  | 12 | 10 | 27 | 44 | -17  |
| 12   | KAC de Kénitra P    | 35  | 30 | 6  | 17 | 7  | 28 | 30 | -2   |
| 13   | CAY Berrechid R     | 33  | 30 | 7  | 12 | 11 | 24 | 29 | -5   |
| 14   | Mouloudia d'Oujda R | 32  | 30 | 6  | 14 | 10 | 25 | 32 | -7   |
| 15   | RC Oued Zem         | 29  | 30 | 5  | 14 | 11 | 26 | 32 | -6   |
| 16   | OC Khouribga        | 26  | 30 | 5  | 11 | 14 | 26 | 41 | -15  |

Promotions et relégations
- Promotion en Botola Pro 1 2025-2026
- Barrages de promotion en Botola Pro 1
- Barrages de relégation en National
- Relégation en National 2025-2026

Abréviations
- P : Promu de National 2023-2024
- R : Relégué de Botola Pro 1 2023-2024

### Matchs de barrages
Barrages d'accession Botola :
| Équipe 1          | Résultat | Équipe 2   | Aller | Retour | T.a.b. |
| ----------------- | -------- | ---------- | ----- | ------ | ------ |
| Olympique Dcheira | 4 - 2    | JS Soualem | 1 - 2 | 3 - 0  | -      |
| Raja Béni Mellal  | 0 - 1    | HUS Agadir | 0 - 0 | 0 - 1  | -      |

Barrages de rélégation National :
| Équipe 1      | Résultat | Équipe 2                 | Aller | Retour | T.a.b. |
| ------------- | -------- | ------------------------ | ----- | ------ | ------ |
| CAY Berrechid | 2 - 4    | Union sportive de Bejaad | 1 - 2 | 1 - 2  | -      |
| MC Oujda      | 3E - 3   | AS Mansouria             | 1 - 3 | 2 - 0  | -      |

### Classement des buteurs
Mise à jour le 10 novembre 2024.
|   | Joueur           | Club              | Buts |
| - | ---------------- | ----------------- | ---- |
| 1 | Mehdi Balouk     | Yacoub El Mansour | 5    |
| 1 | Taoufik Ijroten  | KAC de Kénitra    | 5    |
| 3 | Mustapha Amzili  | Olympique Dcheira | 4    |
| 3 | Youssef Oubaba   | CAY Berrechid     | 4    |
| 3 | Kamal Salhi      | Raja Beni Mellal  | 4    |
| 3 | Youness El Kaabi | Racing AC         | 4    |

| Source : Classement buteurs - Botola 2. |